# Al Green (político)
Alexander N. Green (Nueva Orleans, 1 de septiembre de 1947) es un abogado y político estadounidense que se desempeña como representante por el 9.º distrito congresional de Texas desde 2005. Miembro del Partido Demócrata, Green también se desempeñó como juez de paz de Condado de Harris (Texas), entre 1977 y 2004.
Durante su mandato como congresista, Green se focalizó en derechos abortivos y los programas de ayudas sociales. Green integra el Comité de Servicios Financieros de los Estados Unidos, donde apoya mayores regulaciones bancarias y mayor control de las corporaciones. 
Siendo presidente Donald Trump, mientras éste daba su primer discurso del Estado de la Unión en su segundo mandato, en la sesión conjunta del Congreso el 4 de marzo de 2025, Green atrajo atención por interrumpir el evento en diversas oportunidades, siendo expulsado y escoltado fuera de la sala por las autoridades del capitolio. Dos días después, fue sancionado con una censura por «falta de conducta».

## Carrera
Green nació el 1 de septiembre de 1947, en Nueva Orleans, Luisiana. Es afroamericano. Asistió a la Universidad Agrónoma y Mecánica de Florida, Universidad Howard y al Instito Tuskegee, aunque no obtuvo ningún título de estas instituciones. Sin embargo, Green obtuvo su Juris Doctor en 1973 en la Thurgood Marshall School of Law en la Universidad del Sur de Texas. Es miembro de la fraternidad Alpha Phi Alpha.
En 1974, Green cofundó el bufete legal Green, Wilson, Dewberry, and Fitch. Fue presidente de la filial de Houston de la National Association for the Advancement of Colored People.
En 1977, Green fue electo como el juez de paz del Condado de Harris, Texas. Se mantuvo en el cargo hasta el 2004.
En 2004, tras una modificación de distritos, Green derrotó al representante Chris Bell por un porcentaje del 35 por ciento en la primaria demócrata del distrito 9.º de Texas. Green recibió el apoyo de los representantes Sheila Jackson Lee y Maxine Waters. Green ganó la elección general 2004. A 2025, Green fue reelecto en total en 10 oportunidades.